# Korelev
El Korelev (llamado así en honor al jefe de proyectos del programa espacial soviético durante la guerra fría Serguéi Koroliov) es un crucero de batalla clase BC-304 de la serie de televisión Stargate, con las mismas características que el Daedalus y el Odyssey, que se encontraba bajo el comando del gobierno ruso y que participó en la batalla contra los Ori junto a la nave Odyssey perteneciente al Comando Stargate.
Cada crucero BC-304 tiene un color de identificación que se puede ver en el mapa detrás de la silla del comandante y la iluminación, en el Korelev es Púrpura.

## Equipamiento a bordo de la nave
El Korelev estuvo equipado con escudos avanzados, sistemas de teletransporte e hiperpropulsores intergalácticos Asgard. 
Las armas eran terrícolas, siendo estas múltiples torretas de armas Rail y misiles con cabezas nucleares Mark VIII enriquecidas con Naquadah; producto de que los Asgard son reacios a entregar armas que podrían ser utilizadas en el futuro en su contra o en contra de otras razas indefensas. En su interior el crucero lleva cazas F-302.

## Historia de la nave
El Korelev era un BC-304 dado a Rusia por los EE. UU. a cambio de continuar permitiendo el uso del Stargate y estaba bajo el mando del coronel Chekov. Esta nave apenas combatió en la batalla de P3Y-229, en donde fue requerida para luchar en contra de la flota invasora de Naves de Batalla Ori, siendo destruida en el combate. La nave estaba parcialmente acabada, con un año de construcción restante; sin embargo, sus sistemas principales estaban completos y era una nave de combate operacional.
El Korolev fue destruido por dos disparos provenientes de una Nave Ori. Solo seis de sus tripulantes fueron salvados, transportándolos al Odyssey; se desconoce si hubo más sobrevivientes, a excepción del doctor Jackson quién escapó transportándose con los anillos hacia una de las Naves Ori y Mitchell quién logró salir en un F-302.
- Datos: Q5960511